# Ange de mer impérial
Pour les articles homonymes, voir Ange de mer.
Pomacanthus imperator
Espèce
Synonymes
- Acanthochaetodon imperator (Bloch, 1787)
- Acanthochaetodon nicobariensis (Bloch & Schneider, 1801)
- Chaetodon imperator Bloch, 1787
- Chaetodon nicobariensis Bloch & Schneider, 1801
- Holacanthus imperator (Bloch, 1787)
- Holacanthus nicobariensis (Bloch & Schneider, 1801)
- Pomacanthodes imperator (Bloch, 1787)
- Pomacanthus nicobariensis (Bloch & Schneider, 1801)

Statut de conservation UICN

 LC  : Préoccupation mineure
Le Poisson-ange empereur ou Ange de mer impérial  (Pomacanthus imperator) est un poisson de l'océan Indien, Pacifique et de la mer Rouge. 

## Description
C'est un gros poisson-ange, qui peut atteindre 40 cm de long. Sa couleur de fond est jaune vif (notamment les nageoires caudale et dorsale), mais les flancs sont barrés de larges bandes horizontales bleu électrique parfois ramifiées vers la queue. Ce même bleu forme un liseré autour de certaines parties noires, notamment le masque qui barre les yeux horizontalement en remontant sur le front, mais aussi les flancs antérieurs, jusqu'à la base des pectorales (transparentes). La bouche et les joues sont bleu très clair. 

## Juvénile
Le juvénile est d'un bleu très sombre (presque noir), avec des cercles concentriques blanc-jaunes (dont le centre est la base antérieure de la queue).

## Habitat et répartition
Ce poisson est très largement réparti dans les récifs de corail de l'indo-pacifique, de la surface à 70 m de profondeur. C'est un poisson territorial.

## Alimentation
Ce poisson qui vit dans les récifs coralliens a un régime spongivore mais il mange aussi d’autres invertébrés fixés et des algues qu’il broute dans les récifs coralliens.

## Reproduction
Les juvéniles entament leur métamorphose en adultes reproducteurs vers 8 à 12 cm de longueur : c'est alors qu'ils prennent leur livrée colorée.
Comme tous les Pomacanthidés, cette espèce est hermaphrodite protogyne : tous les individus naissent femelles, puis les plus vieux deviennent mâles, sans toutefois de changement morphologique notable.
En milieu naturel, au crépuscule, le couple de poissons-anges empereur fraîchement formé se précipite à la surface, loin de la barrière de corail, pour s'accoupler dans la zone où les œufs fécondés peuvent être emmenés par les courants. Ce mécanisme empêche non seulement les prédateurs d’œufs de les manger dès leur libération, mais les œufs sont maintenant en mesure de se disperser dans des zones où de nouvelles populations de poissons-anges empereur peuvent se former, via des larves planctoniques. Ce compromis entre investissement parental et la fécondité permet une pérennité physique maximale à l'espèce.

## Aquariophilie
Dans de bonnes conditions, adaptées à sa taille et à son alimentation, il peut vivre plusieurs décennies en aquarium. Lorsque l'on veut acquérir un spécimen de Pomacanthus imperator, il est préférable de l'acquérir juvénile car en vieillissant son acclimatation devient délicate. C'est un poisson territorial qui demande un aquarium d'une grande capacité.

## Galerie

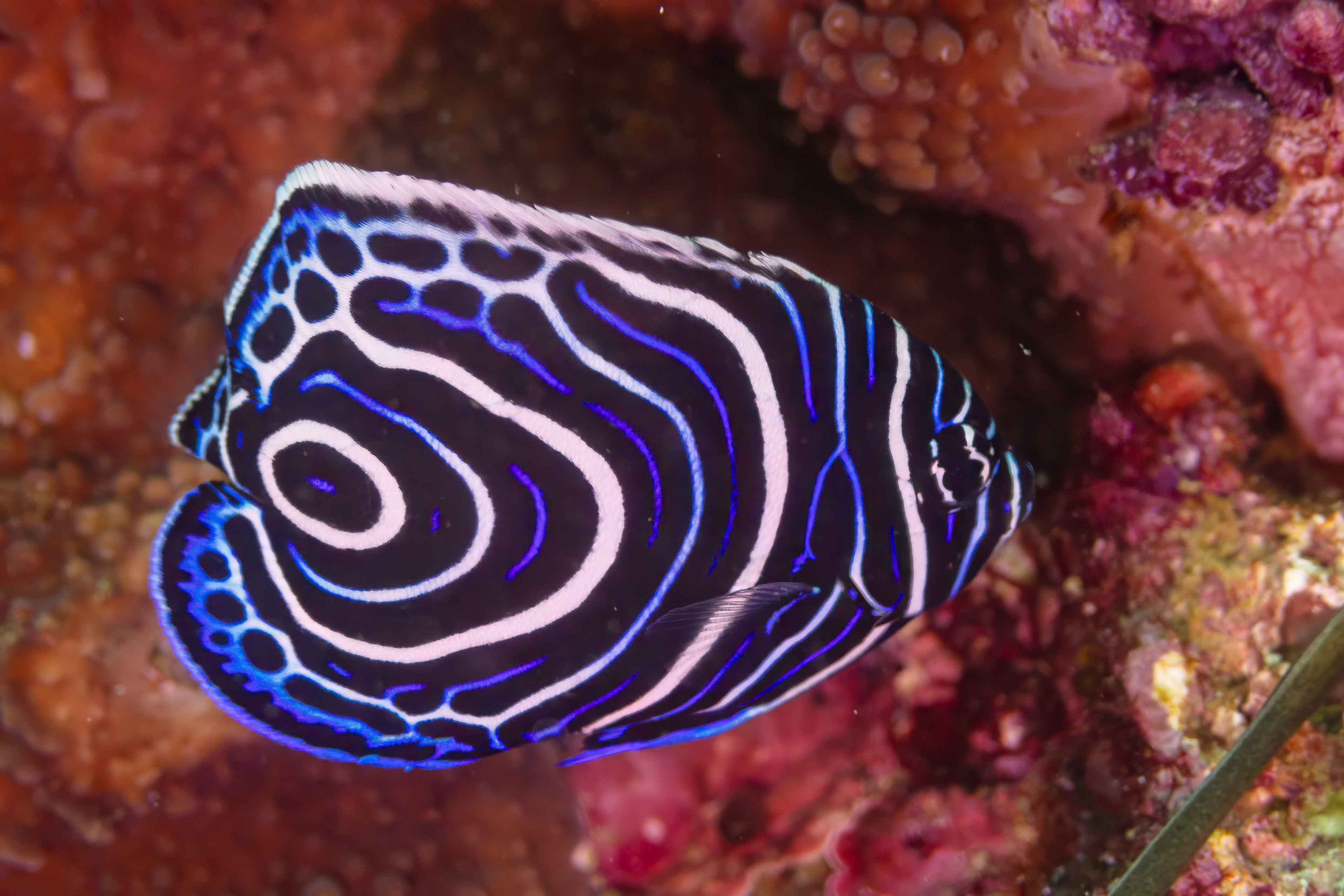
Juvénile.
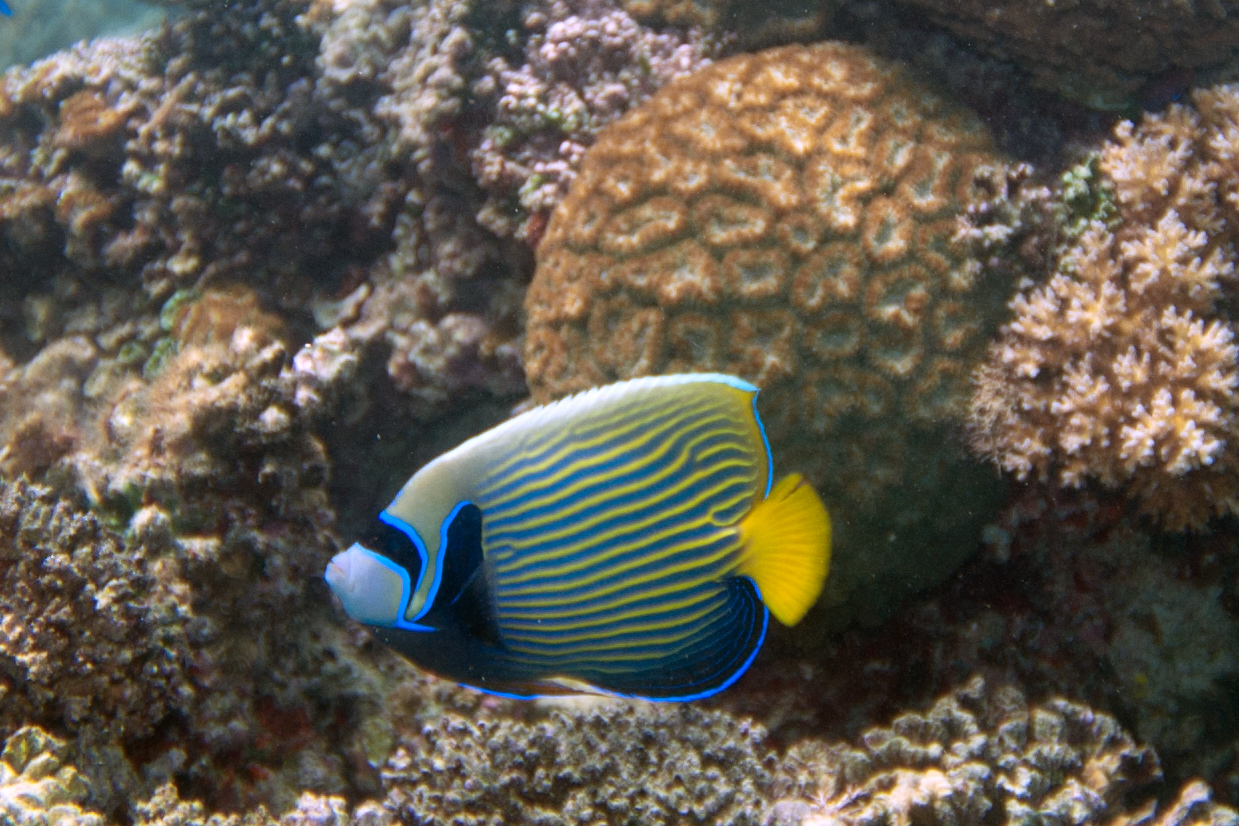
Jeune adulte
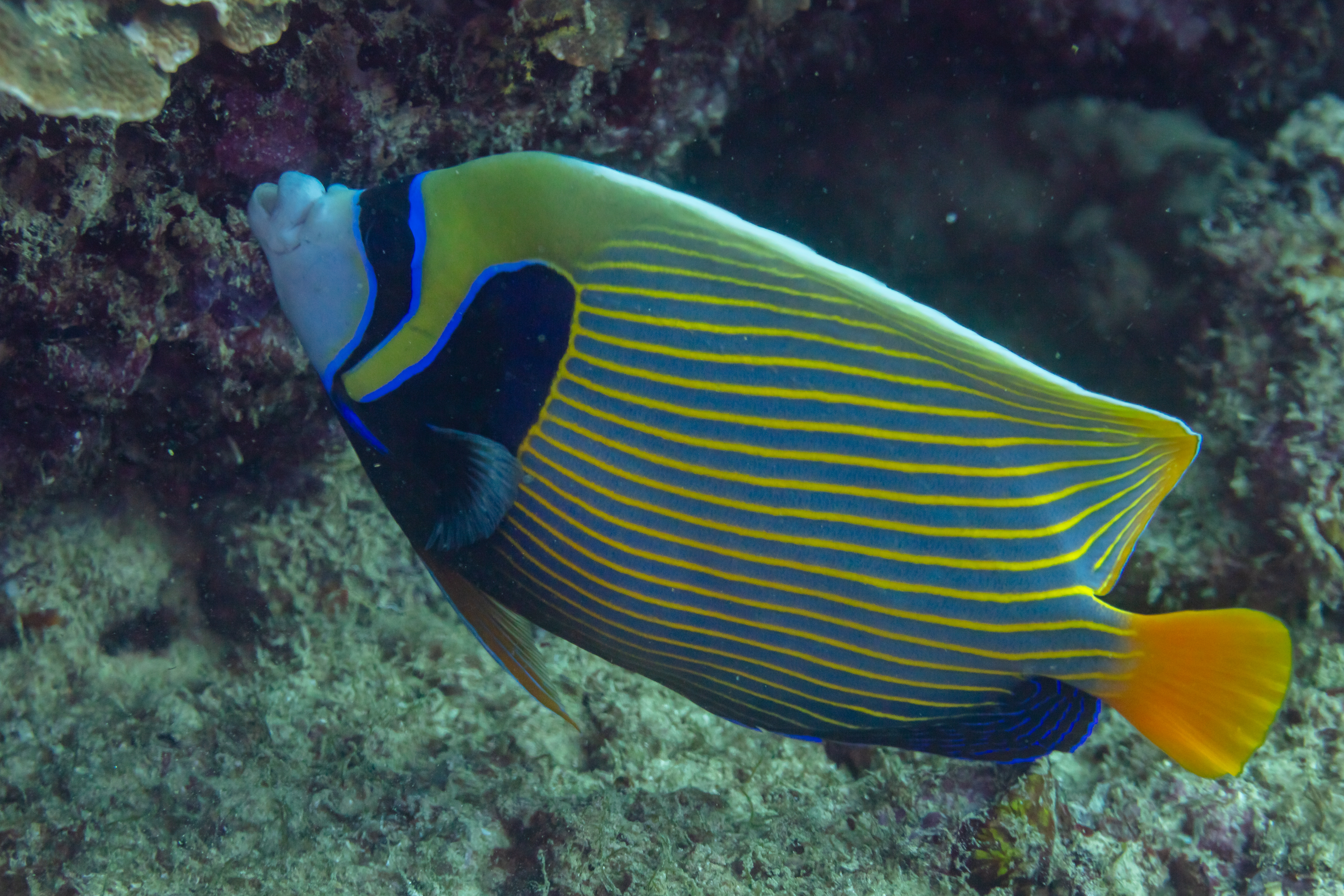
exemplaire sur la côte d'Oman
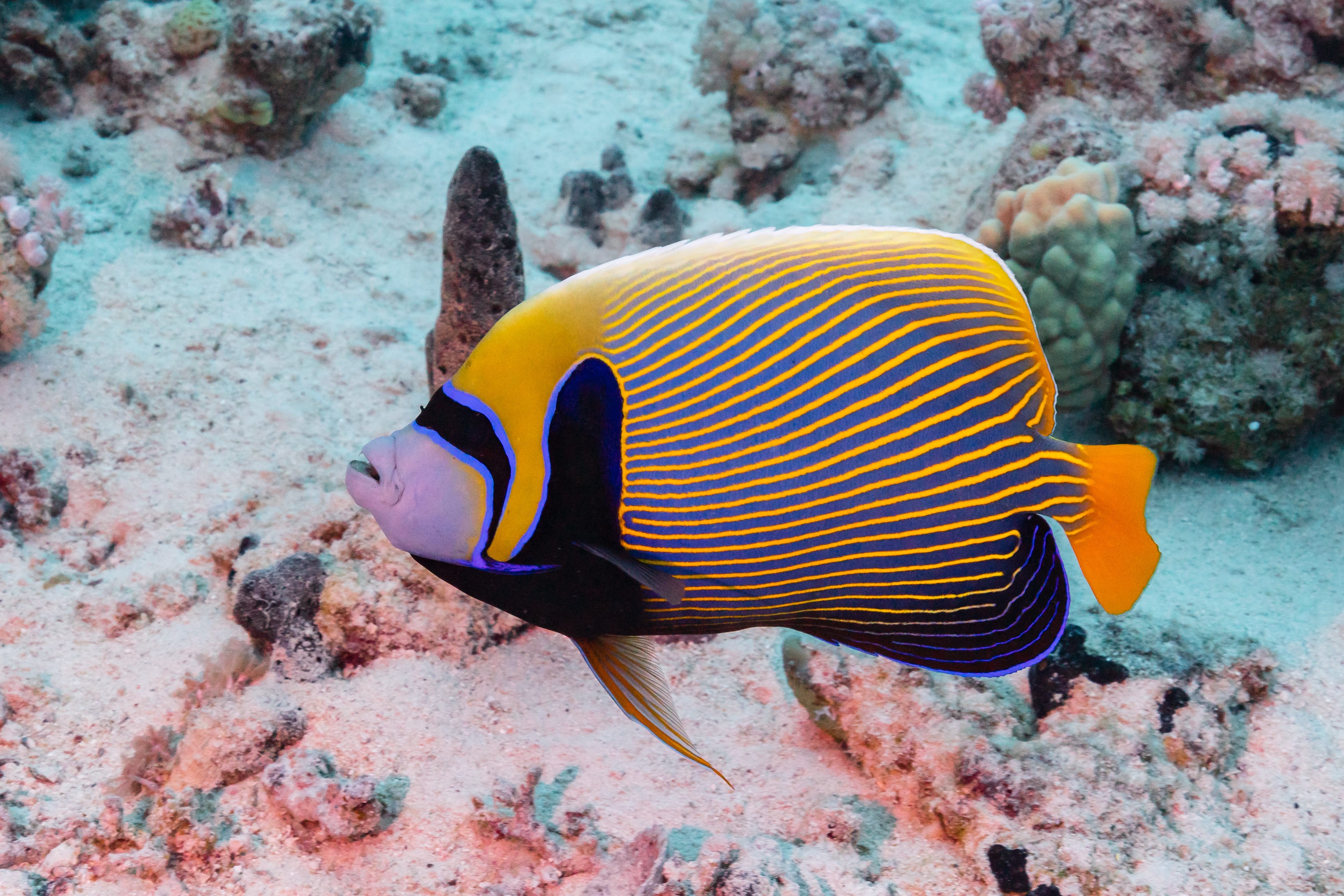
Exemplaire dans la mer Rouge (Egypte)
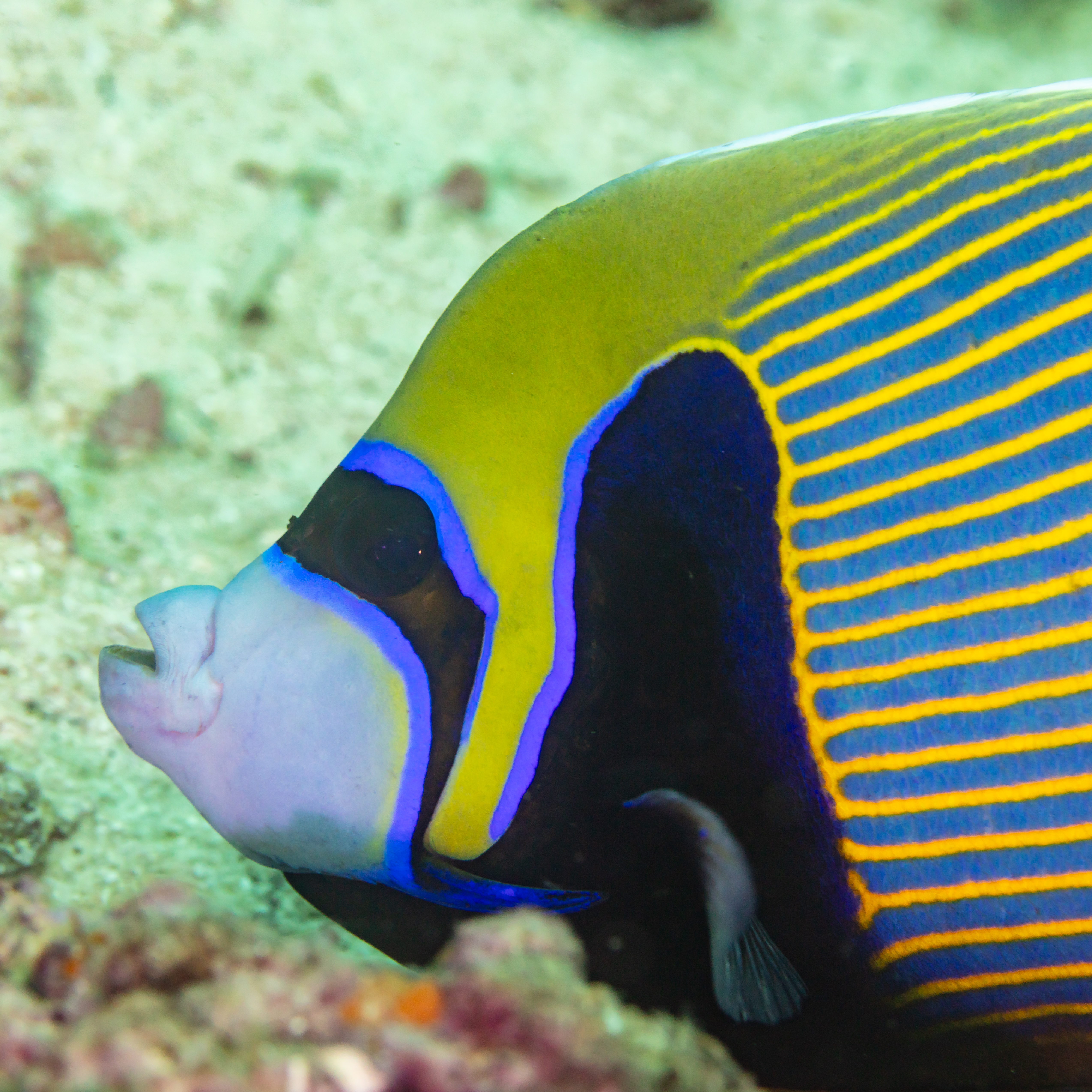
Détail de la tête